# Skölddagsländor
Skölddagsländor (Prosopistomatidae) är en familj av dagsländor. Skölddagsländor ingår i ordningen dagsländor, klassen egentliga insekter, fylumet leddjur och riket djur.
Familjen innehåller bara släktet Prosopistoma.